# Misr Lel Makkasa Club
El Misr El Makasa (en árabe: نادي مصر للمقاصة الرياضي‎) es un equipo de fútbol de Egipto que juega en la Primera División de Egipto, la máxima categoría de fútbol en el país.

## Historia
Fue fundado en el año 1937 en la ciudad de Fayoum con el nombre Hweidi Club, pero poco tiempo después cambiaron su nombre por el de El Fara'na Club hasta que adoptaron su nombre actual por razones de su patrocinio principal Misr For Clearing, Settlement & Central Depository (MCSD).
Fue hasta la temporada 2009/10 que consiguieron ascender a la Primera División de Egipto por primera vez en su historia, y en el año 2016 clasificaron por primera vez a un torneo internacional, a la Copa Confederación de la CAF, donde fueron eliminados en la ronda de playoff por el Al Ahli Tripoli de Libia.

## Participación en competiciones de la CAF
| Temporada | Torneo                       | Ronda      | Club             | Casa | Visita | Global  |
| --------- | ---------------------------- | ---------- | ---------------- | ---- | ------ | ------- |
| 2016      | Copa Confederación de la CAF | Preliminar | Defence Force SC | 3-0  | 3-1    | 6-1     |
| 2016      | Copa Confederación de la CAF | 1          | CS Don Bosco     | 3-1  | 0-1    | 3-2     |
| 2016      | Copa Confederación de la CAF | 2          | CS Constantine   | 3-1  | 0-1    | 3-2     |
| 2016      | Copa Confederación de la CAF | Playoff    | Al-Ahly Trípoli  | 1-1  | 0-0    | 1-1 (a) |
| 2018      | Liga de Campeones de la CAF  | Preliminar | Generation Foot  | 0-0  | 0-2    | 0-2     |